# Droga krajowa B510 (Niemcy)
Droga krajowa 510 (niem. Bundesstraße 510) – niemiecka droga krajowa przebiegająca na osi południowy zachód - północny wschód i jest połączeniem drogi B55 koło Kerken z drogą B57 na obwodnicy Kamp-Lintfortu w Nadrenii Północnej-Westfalii.
Droga jest oznakowana jako B510 od początku lat 70. XX stulecia.